# Heißing
Heißing (auch Heissing) ist eine Rotte in der Marktgemeinde Bad Hofgastein im österreichischen Bundesland Salzburg.

## Geografie
Die Rotte Heißing gehört zur Ortschaft und Katastralgemeinde Heißingfelding. Durch die Rotte fließt der Heißinggraben (Heißingbach), der über den Heißing-Kanal in die Gasteiner Ache entwässert.

## Geschichte
Bad Hofgastein und Bad Gastein waren lange Zeit nur über eine Straße, den alten Weg, verbunden. Diese führte durch Heißing, Gadaunern und Badbruck. Zu Zwecken des Erzabbaus wurde im Jahr 1554 die Fürstenstraße eröffnet, die durch Felding und Dietersdorf verlief und bereits zwischen diesen beiden Siedlungen die Gasteiner Ache querte.

## Kultur und Sehenswürdigkeiten
Das Heißgut (Heißingfelding Nr. 7) ist ein alter Haufenhof mit Kasten. Es weist einen Gewölbekeller auf. Eine Tramdecke ist mit der Jahreszahl 1687 und eine Firstpfette mit der Jahreszahl 1742 bezeichnet.
Die Kapelle von Heißing steht am Heißinggraben. Sie wurde vom Hoisenbauer Moises errichtet, nachdem er aus dem Ersten Weltkrieg zurückgekehrt war.

## Infrastruktur
Die Siedlung ist über die Bushaltestelle Bad Hofgastein Königslehen an den öffentlichen Verkehr angeschlossen. Oberhalb von Heißing wird der Heißinggraben vom Gasteiner Höhenweg gequert, einem 1934 errichteten Wanderweg, der die Ortszentren von Bad Hofgastein und Bad Gastein über die Gadaunerer Schlucht verbindet.